# Gokase

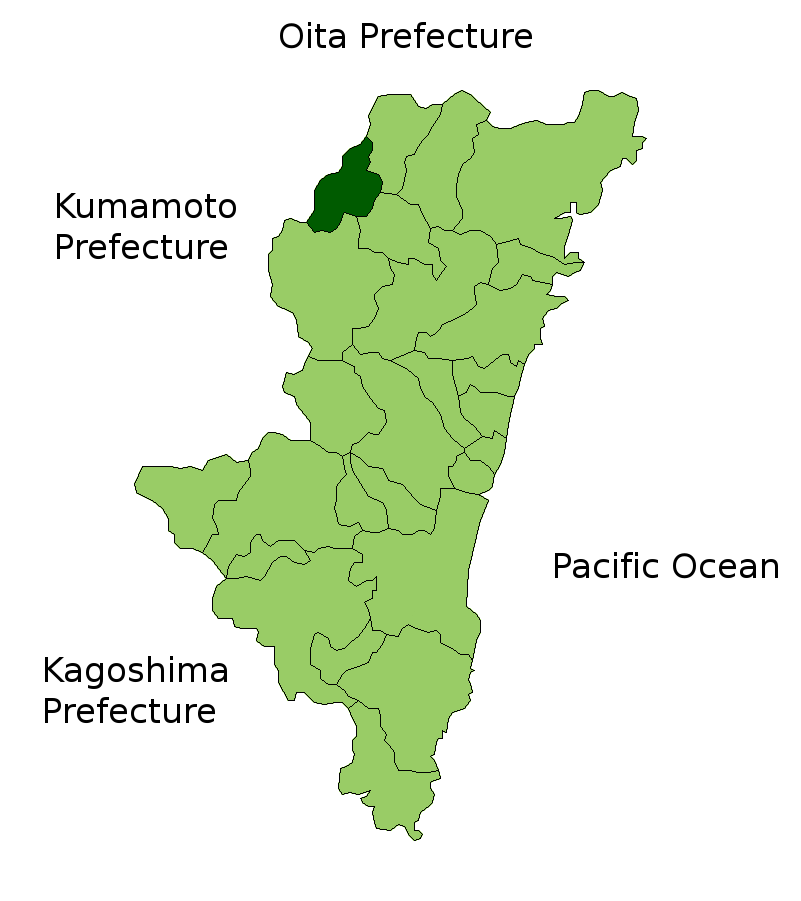
Gokase dans la préfecture de Miyazaki.

Gokase (五ヶ瀬町, Gokase-chō) est un bourg du district de Nishiusuki, dans la préfecture de Miyazaki, au Japon.

## Géographie

### Démographie
Le 1er décembre 2007, le bourg de Gokase comptait 4 589 habitants répartis sur une surface de 171,77 km2 (densité de population d'environ 27 hab./km2).